# 马兰扎纳
马兰扎纳（義大利語：Maranzana），是意大利阿斯蒂省的一个市镇。总面积4.5平方公里，人口335人，人口密度74.4人/平方公里（2009年）。ISTAT代码为005061。